# Stefan I (hospodar mołdawski)
Stefan I (zm. 12 lub 16 sierpnia 1399) – hospodar Mołdawii w latach 1394–1399.

Dokument potwierdzający hołd Stefana wobec Władysława Jagiełły

Jego pochodzenie jest sporne. Zdaniem J. Demela był synem Costei oraz Małgorzaty Muszaty, córki Bogdana I (a zarazem bratem poprzedników na tronie mołdawskim, Piotra I i Romana I). Zdaniem J. Tęgowskiego był synem Latca (syna Bogdana I) i jego żony Anastazji. Zdaniem D. Musialika mógł być siostrzeńcem, a nie bratem Piotra I i Romana I.
Objął tron mołdawski w 1394, po usunięciu zeń Romana I wskutek niepowodzeń w prowadzonej przez tego ostatniego polityce antypolskiej. W styczniu 1395 złożył hołd polskiej parze królewskiej – Władysławowi Jagielle i Jadwidze Andegaweńskiej. W tym samym roku odparł pod Hindău (dzis. Ghindăoani w okręgu Neamț) najazd węgierski. Prawdopodobnie poległ w bitwie nad Worsklą, wspomagając wojska litewskie.
W 1394 lub 1395 poślubił Ryngałłę, siostrę litewskiego księcia Witolda Kiejstutowicza. Przypuszcza się, że z tego małżeństwa pochodził syn Witold.